# Lège (Alta Garonna)
Lège è un comune francese di 43 abitanti situato nel dipartimento dell'Alta Garonna nella regione dell'Occitania.

## Società

### Evoluzione demografica
Abitanti censiti